# Holacanthus passer
O peixe-anjo rei ou peixe-anjo passer (Holacanthus passer) é uma espécie de peixe da família pomacanthidae do gênero Holacanthus.

## Biologia
Os adultos são azuis com uma linha fina branca no meio do corpo, os jovens são amarelos com uma grande banda azul. Vivem em pequenos cardumes ou solitários nadando na coluna d'água. Os jovens trabalham com o papel de limpadores em animais grandes.

## Distribuição
São encontrados no Golfo da Califórnia, na Península da Baixa Califórnia até o Peru. Incluindo as Ilhas Galápagos.

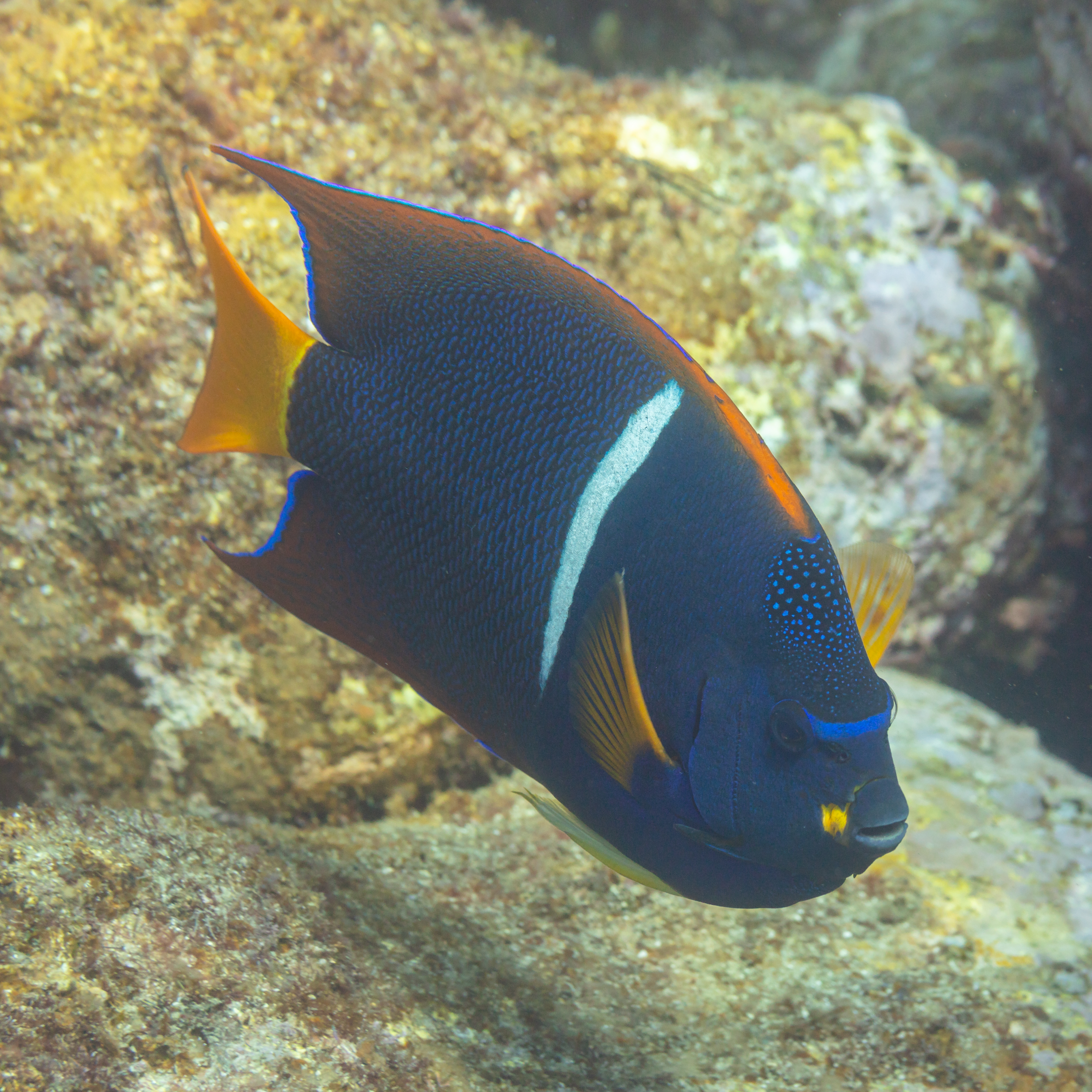
Exemplar solitário